# St. Georg (Trendel)

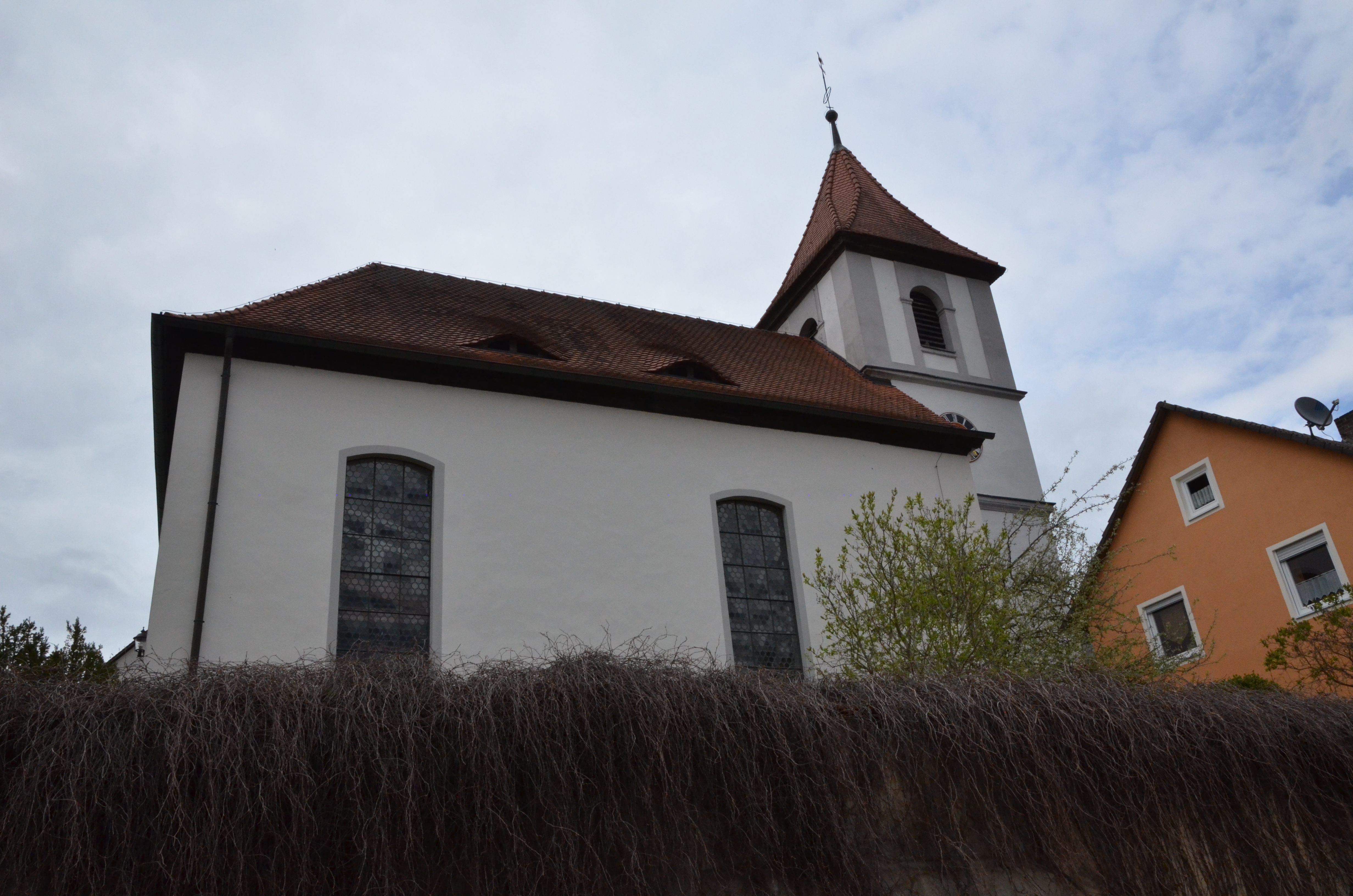
St. Georg (Trendel), Bild von 2012

Die denkmalgeschützte, evangelisch-lutherische Filialkirche St. Georg, ehemals St. Maria, steht in Trendel, einem Gemeindeteil der bayerischen Gemeinde Polsingen im mittelfränkischen Landkreis Weißenburg-Gunzenhausen. Die Kirche ist unter der Denkmalnummer D-5-77-162-32 als Baudenkmal in der Bayerischen Denkmalliste eingetragen. Die untertägigen Bestandteile der Kirche sind zusätzlich als Bodendenkmal (Nummer: D-5-7030-0161) eingetragen. Das Patrozinium der Kirche ist der hl. Georg (Heiliger). Die Kirchengemeinde gehört zur Pfarrei Ursheim (Pfarrkirche St. Wunibald) im Dekanat Heidenheim im Kirchenkreis Ansbach-Würzburg der Evangelisch-Lutherischen Kirche in Bayern.
Das Bauwerk mit der postalischen Adresse Kirchenbuck 3 steht innerhalb des Trendler Ortskerns auf einer Höhe von 475 m ü. NHN.
Das 1668 gebaute Langhaus wurde 1725/26 erweitert. Die insgesamt eher schlicht gehaltene Saalkirche wurde unter Verwendung des mittelalterlichen, geosteten Kirchturms als Predigtkirche im Markgrafenstil gebaut, bei welcher der Altar, die Kanzel und die Orgel übereinander vor der eingezogenen Wand des Chors angeordnet sind.